# Dietenhofen

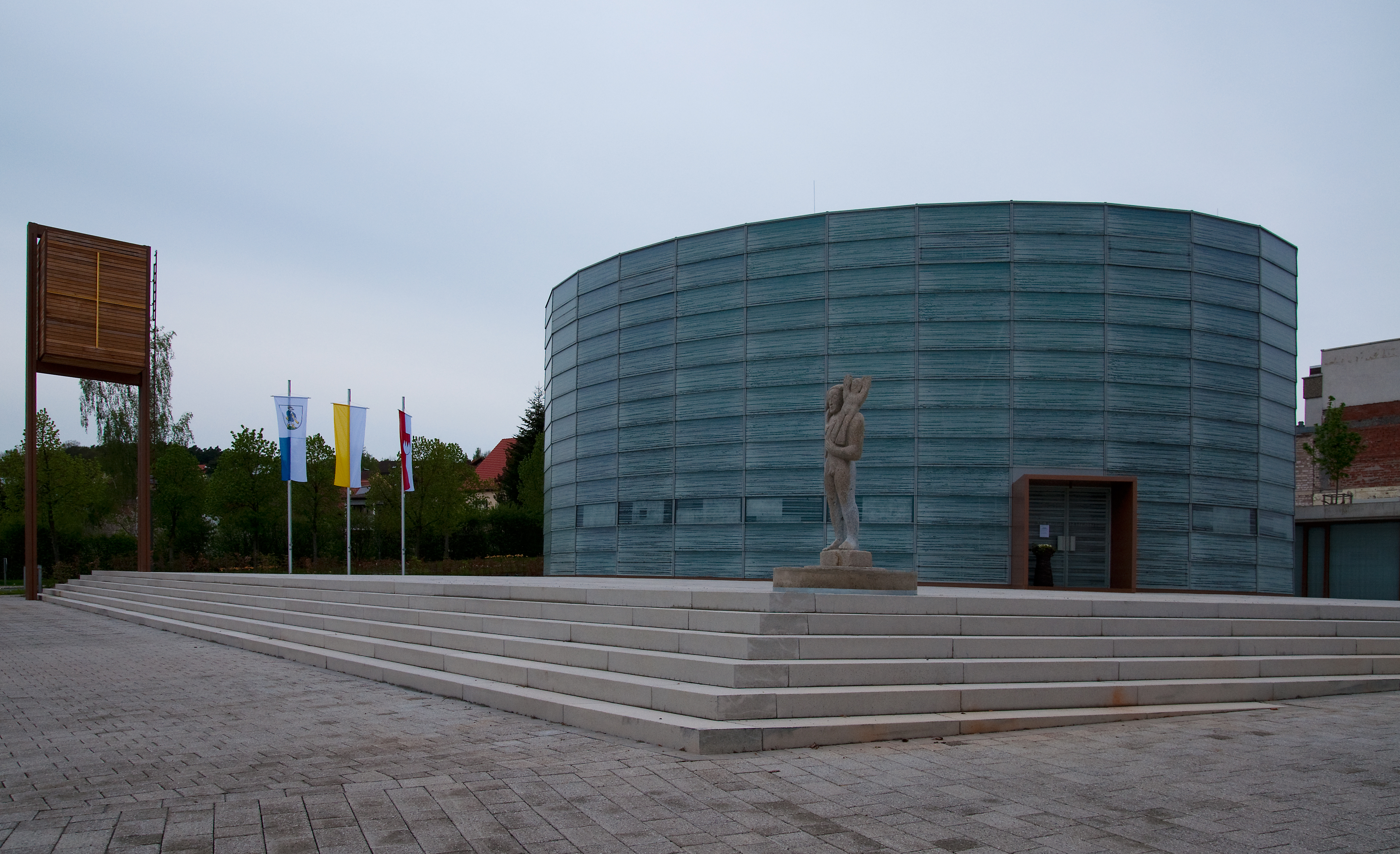
Iglesia San Bonifacio

Dietenhofen es un municipio situado en el distrito de Ansbach, en el estado federado de Baviera (Alemania). Tiene una población estimada, a fines de 2021, de 5613 habitantes.
Está ubicado al oeste del estado, en la región de Franconia Media, cerca de la ciudad de Ansbach y de la frontera con el estado de Baden-Wurtemberg. 